# Comenius-Institut, Evangelische Arbeitsstätte für Erziehungswissenschaft
Das Comenius-Institut, Evangelische Arbeitsstätte für Erziehungswissenschaft e. V., ist eine Einrichtung der Gliedkirchen der EKD, der evangelischen Lehrer- und Schulverbände und der Evangelischen Kirche in Deutschland (EKD) zur Bearbeitung von Aufgaben in den Bereichen Pädagogik und Theologie, Wissenschaft und Öffentlichkeit, Praxis und Politik, Kirche und Schule. Es wurde 1954 von evangelischen Lehrer- und Erzieherverbänden in Verbindung mit der EKD als eingetragener Verein gegründet und hat seit 1957 seinen Sitz in Münster/Westfalen.

## Aufgaben und Tätigkeiten
Das Comenius-Institut hat die Funktion, Grundfragen evangelischer Bildungsverantwortung zu klären, Grundlagen für den Dialog zwischen unterschiedlichen Gruppen und Interessenten im Bildungsbereich bereitzustellen, zu beraten, zu koordinieren und zu vernetzen. Studien und Forschungsprojekte werden durchgeführt, z. B.
- zur evangelischen Bildungsverantwortung und Bildungsgerechtigkeit
- zur religiösen Bildung von Kindern und Jugendlichen,
- zu Genderfragen und Inklusion,
- zu Berufsbiographien und Kompetenzen von Religionslehrern und -lehrerinnen[1]
- zur Konfirmandenarbeit,
- zur Schulentwicklung,
- zur Europäisierung von Bildung und vergleichenden Religionspädagogik,
- zu ökumenischem, interreligiösem, interkulturellem und globalem Lernen.

## Organisation
Die evangelischen Landeskirchen sowie die Evangelische Kirche in Deutschland (EKD) sind neben den Lehrer- und Erzieherverbänden Mitglieder und Hauptfinanzgeber des Instituts.
Oberstes Organ des Comenius-Instituts ist die Mitgliederversammlung, bestehend aus Vertretern der 22 evangelischen Landeskirchen, der EKD und 15 evangelischer Lehrer-, Erzieher- und Schulverbände. Die Mitgliederversammlung verabschiedet u. a. die Arbeitsplanung und nimmt den Arbeitsbericht des Instituts entgegen.
Die Mitgliederversammlung wählt den Vorstand, der sich aus Vertretern der Kirchen, der Verbände, der EKD sowie aus Erziehungswissenschaft, Theologie und Religionspädagogik an Hochschulen zusammensetzt. Der Vorstand ist ehrenamtlich tätig. Er wählt aus seinen Reihen den geschäftsführenden Vorstand sowie den Vorsitzenden.
Neben den kirchlichen Finanzmitteln wird das Institut durch Eigeneinnahmen und Drittmittel finanziert.